# 古典主義

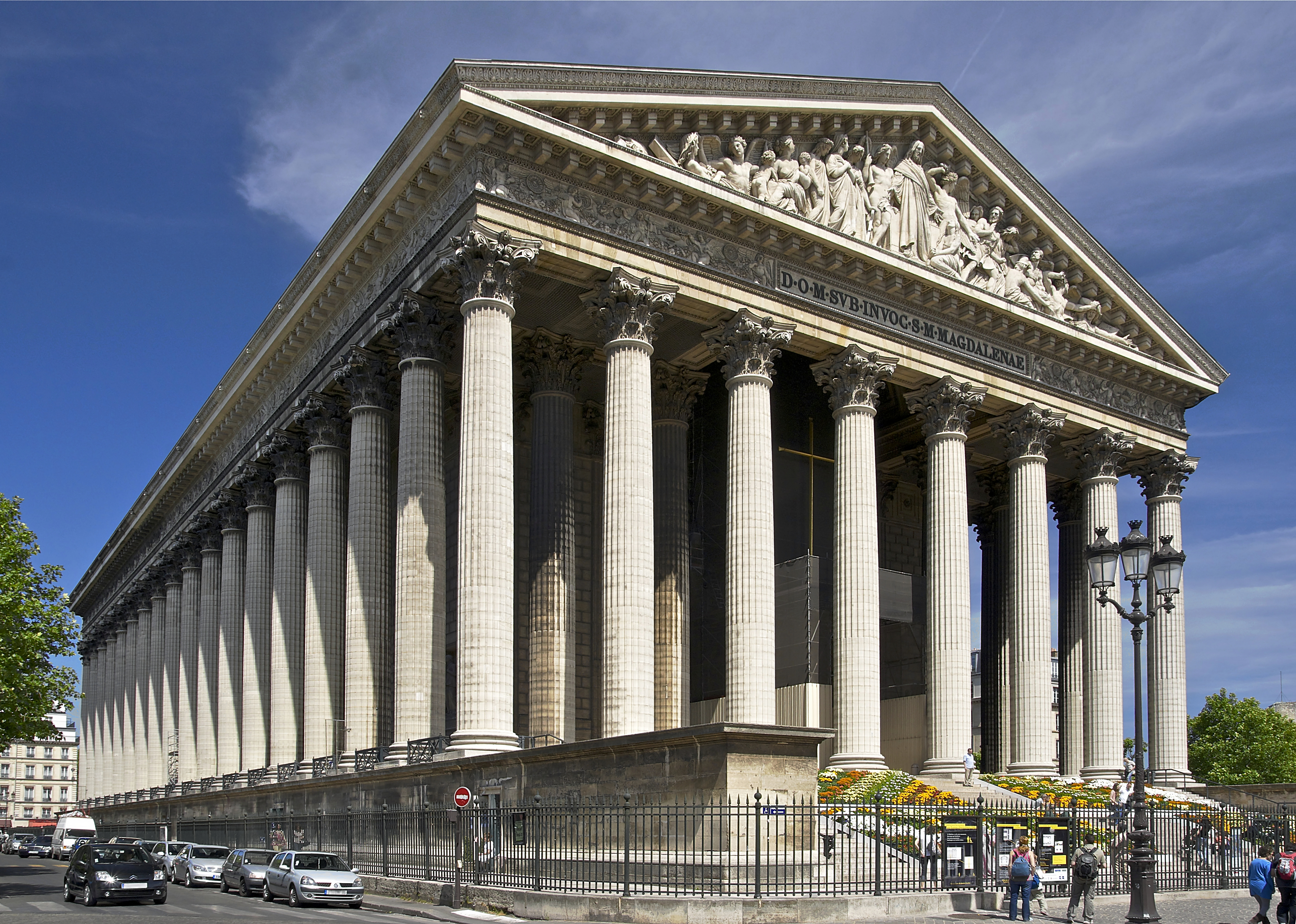
法國巴黎的瑪德蓮教堂（Église de la Madeleine）是一座古典主義風格建築。

古典主義（英語：Classicism）在藝術上主要是指包含對古希臘及古羅馬的古典時代文化的高度認同。古典主義將古典時代的品味作為標準，並試圖模仿其風格。古典主義出現於中世紀後的歐洲，是啟蒙時代、理性時代以及部分現代主義思想所提倡的概念。

## 基本特點
盛行於18世紀前期的理性主義，至少有二點相當重要：其一是模仿自然，即亞里斯多德式的理性。其二則是期待藝術作品能夠符合某種品味標準，例如高貴、簡樸、沉靜或者莊嚴。

## 在各領域的流用

### 戏剧
戏剧流派之一。在欧洲17世纪盛行的古典主义文艺思潮影响下形成；17世纪法国发展得最为完备，在欧洲戏剧界曾占支配地位，到19世纪浪漫主义戏剧兴起后逐渐消失。高乃依、拉辛、莫里哀是17世纪法国古典主义戏剧的代表作者。高乃依的《熙德》，拉辛的《费德尔》、《昂多玛格》，是古典主义戏剧的代表作。1674年，另一位法兰西学院院士布瓦洛发表了诗体论著《诗的艺术》，集中阐述戏剧理论的第三章，汇集了亚里士多德、贺拉斯以来一切合乎古典主义原则的戏剧观点和法国古典主义剧作家的创作经验。这部戏剧论著可以说是古典主义戏剧理论的总结。